# Малбек
Малбек е червен винен сорт грозде, произхождащ от Югозападна Франция.
Родното място на сорта е районът на Каор (Cahors), където е най-широко застъпеният сорт. В началото на ХХ век е един от най-разпространените сортове в Европа, и по-специално във Франция. След изключително студената зима на 1956 година загиват повече от 75% от лозите и в наши дни се среща на по-значими площи само в района Каор и долината на река Лоара във Франция.
Сортът е основен в Аржентина, където е пренесен през 1852 година от Бордо, и с него сега са засадени около 25 000 хектара. Малки насаждения има и в САЩ, Чили, Боливия, Мексико, Австралия, Северна Италия, Португалия, Нова Зеландия, Република Южна Африка и Канада.
Познат е и с наименованията: Кот (Côt), Кагор, Ноар дьо Пресак (Noir de Pressac), Медок Ноар (Medoc Noir), Осероа (Auxerrois) и Тинта Амарела (Tinta Amarela).
Лозите са със среден растеж, топлолюбиви и неустойчиви към ниски температури и замръзване.
Гроздовете са малки до средни, конични или ширококонични, рехави, със средна плътност. Зърната са средни, закръглени, тъмносини, почти черни, покрити с плътен восъчен налеп. Кожицата е дебела. Месото е сочно.
От сорта се приготвят висококачествени червени вина, които се отличават с плътен пурпурен цвят, богат вкус и аромати и мека, приятна танинова структура. Най-добрите вина от Малбек се правят в Аржентина, докато във Франция се използва като купажен сорт със сортовете Мерло, Каберне Совиньон, Каберне Фран и Пети Вердо в района на Бордо, а в долината на Лоара се купажира с Гаме ноар и Каберне Фран.